# Antonia Truppo
Antonia Truppo, née le 14 février 1977 à Naples, est une actrice italienne. Elle remporte le David di Donatello de la meilleure actrice dans un second rôle en 2016 pour son rôle dans On l'appelle Jeeg Robot (Lo chiamavano Jeeg Robot) et en 2017 pour son rôle dans Indivisibili.

## Biographie
Antonia Truppo naît à Naples en 1977. Actrice de théâtre, elle débute au cinéma en 2001 dans le drame napolitain Luna rossa d'Antonio Capuano. Elle poursuit sa carrière au théâtre, au cinéma et à la télévision ou elle obtient des rôles secondaires.
Elle joue notamment dans plusieurs séries télévisées policières italiennes (La Squadra, Crimini, Il commissario De Luca ou Il clan dei camorristi) et dans la mini-série à succès Per amore del mio popolo d'Antonio Frazzi en 2014. Elle tourne également plusieurs téléfilms pour Franza di Rosa. Au cinéma, elle donne la réplique à Ksenia Rappoport et Filippo Timi dans le film noir L'Heure du crime (La doppia ora) de Giuseppe Capotondi en 2010.
En 2015, elle apparaît dans le film de super-héros On l'appelle Jeeg Robot (Lo chiamavano Jeeg Robot) du réalisateur débutant Gabriele Mainetti. Elle obtient pour ce rôle le David di Donatello de la meilleure actrice dans un second rôle.
En 2016, elle est la mère alcoolique des sœurs siamoises napolitaines Daisy et Viola, jouées par Angela et Marianna Fontana, dans le drame Indivisibili d'Edoardo De Angelis. Elle obtient un second David di Donatello de la meilleure actrice dans un second rôle avec cette prestation.
En 2018, elle joue avec l'humoriste, acteur et réalisateur Maccio Capatonda (it) dans la série télévisée The Generi.
En 2019, elle tient le rôle d'une guichetière de la poste italienne dépressive qui prend ses clients en otage dans le thriller psychologique Pop Black Posta de Marco Pollini (it).
En 2021, dans le drame historique Il mio corpo vi seppellirà de Giovanni La Parola, elle incarne une jeune femme en quête de vengeance, membre d'une troupe féminine de brigands, dans un Royaume des Deux-Siciles qui s'apprête à connaître l'expédition des Mille et à disparaître. 
Elle est également à l'affiche du film biographique consacré à Eduardo Scarpetta Qui rido io de Mario Martone, de la comédie Benvenuti in casa Esposito de Gianluca Ansanelli (it) et du film Ultras de Francesco Lettieri consacré aux fanatiques ultras du SSC Naples.

## Filmographie

### Au cinéma

#### Longs-métrages
- 2001 : Luna rossa d'Antonio Capuano
- 2001 : La volpe a tre zampe de Sandro Dionisio
- 2006 : I cinghiali di Portici de Diego Olivares
- 2009 : Lo spazio bianco de Francesca Comencini
- 2010 : L'Heure du crime (La doppia ora) de Giuseppe Capotondi
- 2011 : La kryptonite nella borsa de Ivan Cotroneo
- 2015 : L'amour ne pardonne pas (L'amore non perdona) de Stefano Consiglio (it)
- 2015 : On l'appelle Jeeg Robot (Lo chiamavano Jeeg Robot) de Gabriele Mainetti
- 2016 : Indivisibili d'Edoardo De Angelis
- 2017 : Omicidio all'italiana de Maccio Capatonda (it)
- 2017 : Gli sdraiati de Francesca Archibugi
- 2018 : Stato di ebbrezza de Luca Biglione
- 2018 : Se son rose... de Leonardo Pieraccioni
- 2019 : Copperman d'Eros Puglielli (it)
- 2019 : Pop Black Posta de Marco Pollini (it)
- 2020 : Ultras de Francesco Lettieri
- 2020 : 7 ore per farti innamorare de Giampaolo Morelli
- 2020 : Lasciami andare de Stefano Mordini
- 2021 : Il mio corpo vi seppellirà de Giovanni La Parola
- 2021 : Qui rido io de Mario Martone
- 2021 : Benvenuti in casa Esposito de Gianluca Ansanelli (it)

#### Courts-métrages
- 2007 : Non ti aspettavo de Barbara Rossi Prudente
- 2011 : 1-0 per me de Guido Colla
- 2013 : Meglio se stai zitta d'Elena Bouryka

### À la télévision

#### Séries télévisées
- 2005 : La squadra
- 2006 : Crimini, épisode Il covo di Teresa
- 2007 : Donne sbagliate de Monica Vullo (it)
- 2008 : Il commissario De Luca, épisode Carta Blanca
- 2013 : Il clan dei camorristi, trois épisodes
- 2014 : Per amore del mio popolo d'Antonio Frazzi
- 2017 : Sotto copertura - La cattura di Zagaria de Giulio Manfredonia, saison deux, cinq épisodes
- 2018 : The Generi
- 2021 : Commissaire Montalbano (Il Commissario Montalbano), épisode Il metodo Catalanotti

#### Téléfilms
- 2007 : Il segreto di Arianna de Gianni Lepre
- 2011 : Napoli milionaria de Franza di Rosa
- 2011 : Questi fantasmi de Franza di Rosa
- 2012 : Sabato, domenica e lunedì de Franza di Rosa
- 2021 : Crazy for Football - Matti per il calcio de Volfango De Biasi (it)

## Distinctions
- Prix Pasinetti à la Mostra de Venise 2001 : mention spéciale à l'ensemble des acteurs et actrices pour Luna rossa.
- David di Donatello de la meilleure actrice dans un second rôle en 2016 pour On l'appelle Jeeg Robot (Lo chiamavano Jeeg Robot).
- Nomination au Ciak d'oro de la meilleure actrice dans un second rôle en 2016 pour On l'appelle Jeeg Robot (Lo chiamavano Jeeg Robot).
- David di Donatello de la meilleure actrice dans un second rôle en 2017 pour Indivisibili.
- Nomination au Ciak d'oro de la meilleure actrice dans un second rôle en 2017 pour Indivisibili.